# 中国航空工业集团
中国航空工业集团有限公司，简称中航工业或AVIC，是中华人民共和国一家主要从事航空工业研究、设计、制造的特大型中央企业。
航空工业集团由原中国航空工业第一集团、中国航空工业第二集团在2008年11月合并而成。
中国航空工业集团公司实行母子公司（事业部）管理体制，注册资本640亿元，拥有企事业单位近200家，拥有23家上市公司，其中3家在香港上市。

## 沿革

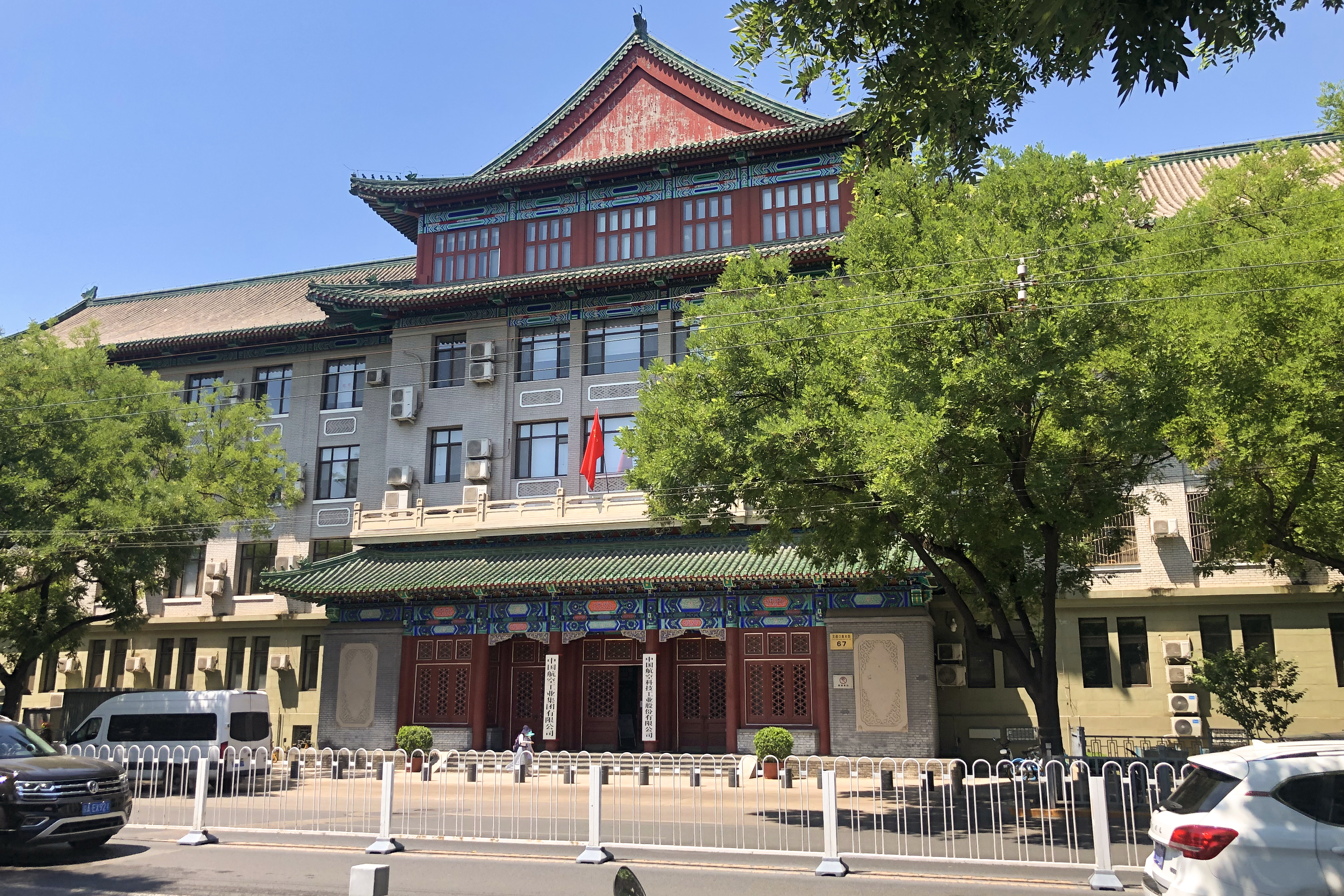
位于交道口南大街67号的中航工业原总部大楼，曾为航空工业部所在地

1951年4月18日，中央人民政府政务院下发《关于航空工业建立的决定》，中央人民政府重工业部航空工业局正式成立，它是中国航空工业集团公司的前身。
1952年8月，改称中央人民政府第二机械工业部四局。1954年9月，改为中华人民共和国第二机械工业部四局。1958年2月，设立中华人民共和国第一机械工业部四局。1960年9月，组建中华人民共和国第三机械工业部四局。
1963年9月，升格为中华人民共和国第三机械工业部，为国务院组成部门。1982年4月，改称中华人民共和国航空工业部。1988年4月，航空工业部、航天工业部合并组建中华人民共和国航空航天工业部。
1993年6月，航空航天工业部的航空工业相关资产划拨组建中国航空工业总公司，为相当于正部级的全民所有制工业企业。1999年7月，拆分为中国航空工业第一集团、中国航空工业第二集团。2008年11月，合并组建中国航空工业集团公司。
2009年，中国航空工业集团的民用噴射機業務分拆成為中国商用飞机，中航工業僅保留約四分之一股權。
2016年，中国航空工业集团的發動機業務分拆成為中國航空發動機集團，而該公司獨立於中航工業架構外。
2018年1月3日，中国航空工业集团称，经国务院国资委批复同意，集团完成公司制改制，于2017年12月27日在北京市工商行政管理局办理了工商变更手续。中国航空工业集团由全民所有制企业整体改制为国务院国资委代表国务院履行出资人职责的国有独资企业，企业名称由“中国航空工业集团公司”变更为“中国航空工业集团有限公司”。

## 結構

### 上市公司
- 哈飞股份（上交所：600038）
- 洪都航空（上交所：600316）
- 中航电子（上交所：600372）
- 成发科技（上交所：600391）
- 贵航股份（上交所：600523）
- 中航投资（上交所：600705）
- 中航沈飞（上交所：600760）
- 中航重机（上交所：600765）
- 中无人机（上交所：688297）
- 江航装备（上交所：688586）
- 飞亚达A（深交所：000026）
- 中航地产（深交所：000043）
- 深天马A（深交所：000050）
- 中航动控（深交所：000738）
- 中航飞机（深交所：000768）
- 中航精机（深交所：002013）
- 中航三鑫（深交所：002163）
- 中航光电（深交所：002179）
- 成飞集成（深交所：002190）
- 天虹股份（深交所：002419）
- 中航电测（深交所：300114）
- 中创新航（港交所：3931）
- 中国航空工业国际（港交所：0232）
- 幸福控股（港交所：0260）
- 耐世特（港交所：1316）
- 西銳飛機（港交所：2507）
- 中航科工（港交所：2357）

……

### 主要部門

#### 全資子公司
- 中航工业沈阳飞机工业（集团）有限公司
- 中航工业成都飞机工业（集团）有限责任公司
  - 中航工业贵州航空工业（集团）有限责任公司（英语：Guizhou Aircraft Industry Corporation）
- 中航工业西安飞机工业（集团）有限责任公司
  - 中航工业陕西飞机工业（集团）有限公司
- 中航工业江西洪都航空工业集团有限责任公司
- 中航工業直升機股份有限公司
  - 中航工业哈尔滨航空工业（集团）有限责任公司
  - 中航工业昌河飞机工业（集团）有限责任公司
- 中航工業通用飞机有限责任公司（英语：China Aviation Industry General Aircraft）
  - 中航工业石家庄飞机工业有限责任公司
  - 西銳飛機
- 大陸航太工業（英语：Continental Aerospace Technologies）

……

#### 合資子公司
- 中航工業波音製造創新中心（與波音合營）
- 哈爾濱安博威飛機工業有限公司（哈尔滨飞机工业公司與安博威合營）
- 哈爾濱哈飛空客複合材料製造中心有限公司（哈爾濱飛機工業公司與空中客車合營）
- 石家庄中航塞斯納飛機有限公司（中航通用飞机公司與德事隆合營）
- 珠海中航塞斯納飛機有限公司（中航通用飞机公司與德事隆合營）

……

##### 研究院
- 中国航空制造技术研究院
- 中国航空研究院
- 沈阳飞机工业集团沈阳飞机设计研究所 (601所)
- 成都飞机工业集团成都飞机设计研究所 (611所)
- 贵州航空工业集团航空发动机研究院（英语：Guizhou Aircraft Industry Corporation）

## 主要产品

### 军用飞机

#### 战斗机
歼-5、歼-6、歼-7、歼-8、歼-10、歼-11、歼-12、歼-15、歼-16、歼-20、殲-35、殲-36、沈阳飞机工业集团设计的第六代战斗机、梟龍戰機

#### 攻击机
强-5、云影无人机、翼龙-1、翼龙-2、攻击-11、九天无人机

#### 战斗轰炸机
歼轰-7

#### 轰炸机
轰-5、轰-6、轰-20

#### 运输机
运-5、运-7、运-8、运-9、运-20、运-30

#### 空中预警机
空警-200、空警-500、空警-600、空警-2000

#### 反潛機
空潛-200

#### 水上飞机
水轰-5

#### 教练机
初教-5、初教-6、初教-7、歼教-1、歼教-5、歼教-6、教练-8、教练-9、教练-10

#### 直升机
直-5、直-6、直-8、直-9、直-10、直-11、直-18、直-19、直-20

#### 侦察机
無偵-7、无侦-8无人侦察机
……

### 民用飞机

#### 客机
运-12、新舟60、新舟600、新舟700、ERJ-145

#### 公务机
AG300、SF50、塞斯納獎狀XLS+、萊格賽650

#### 轻型飞机
小鹰500、小鹰700、AG50、AG60、AG100、SR20、SR22、塞斯納208、运-11

#### 農用飞机
农-5

#### 水上飞机
AG600、海鸥300、A2C

#### 飛艇
AS700

#### 地效飞行器
DXF100、AG930

#### 直升机
HC120、AC310、AC311、AC312、AC313、AC332、AC352、先進重型直升機

#### 無人機
AR-20、AR-500、AV-500、TP-500

### 航天器
昊龙货运航天飞机
……

## 图集

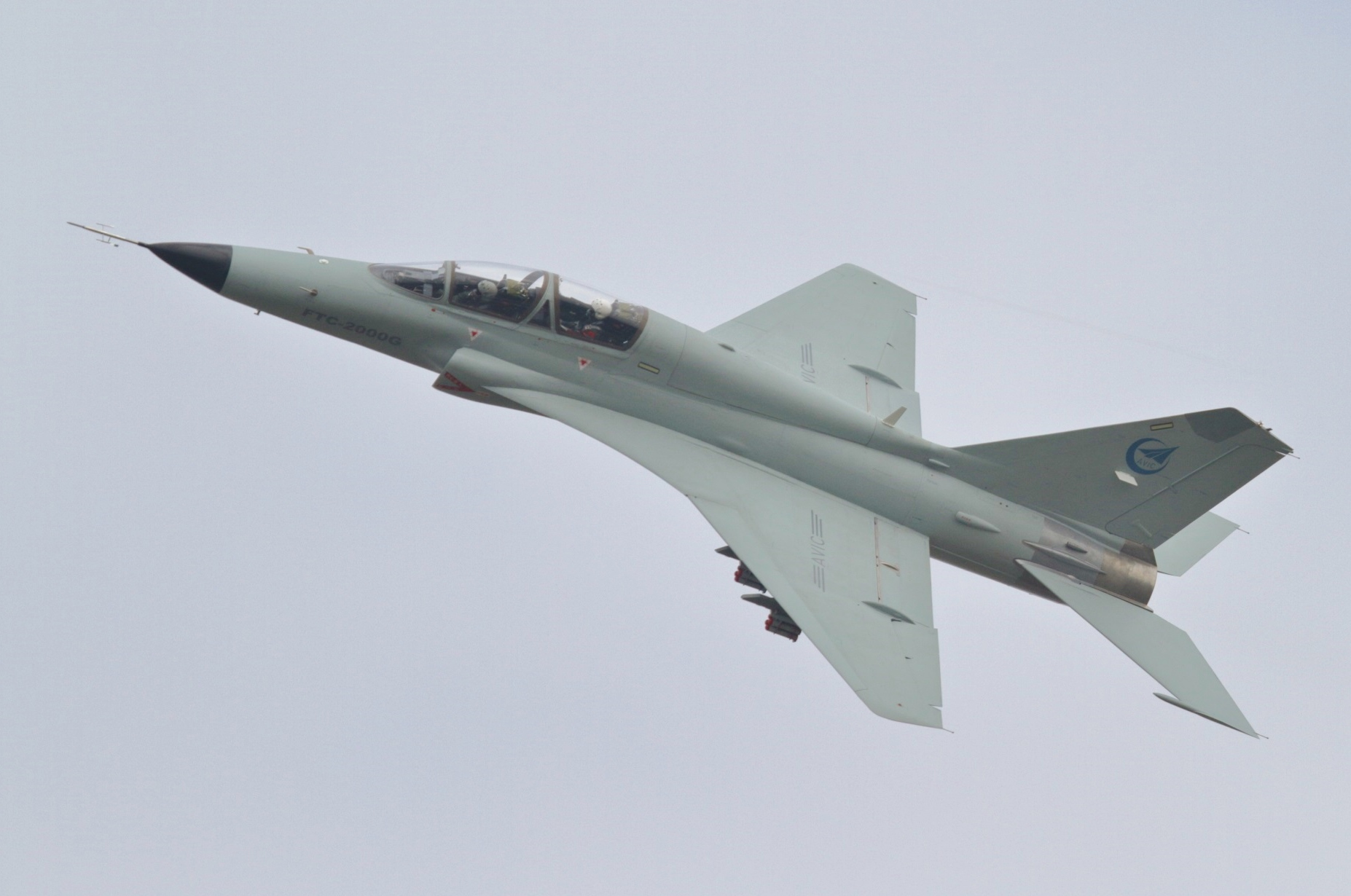
FTC-2000G
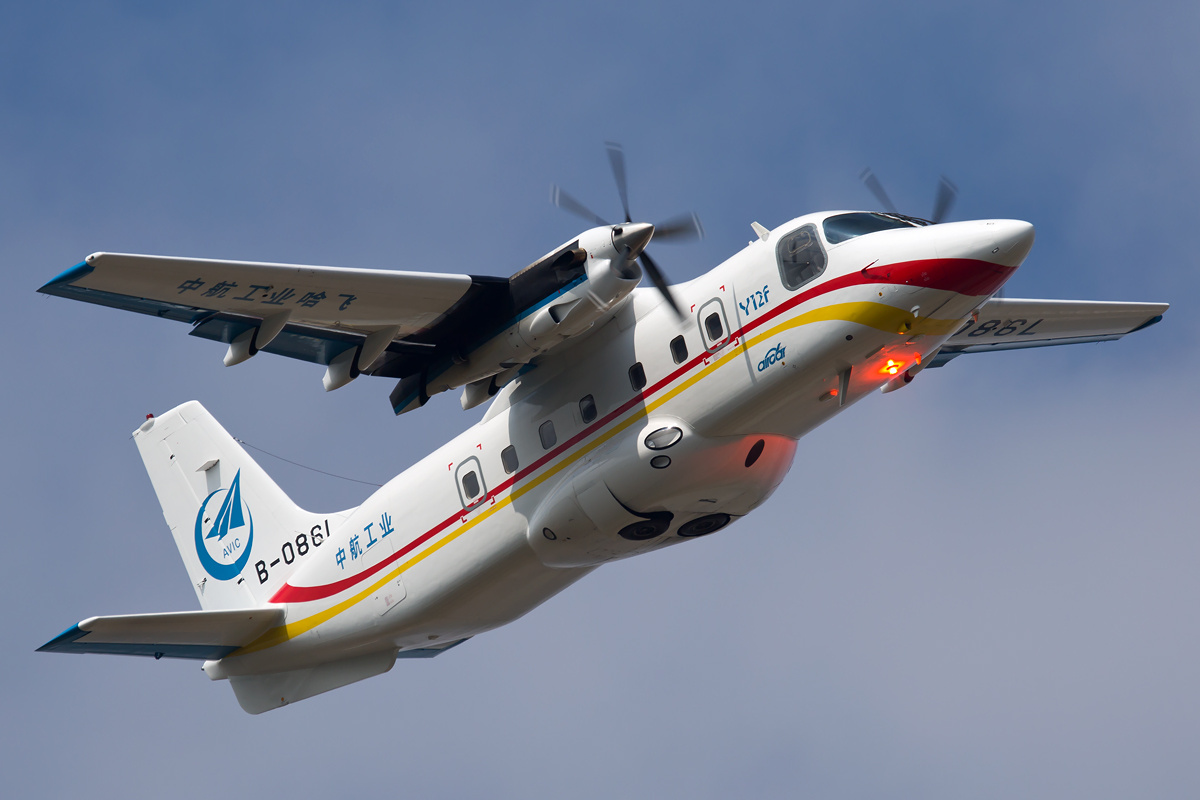
Y-12F
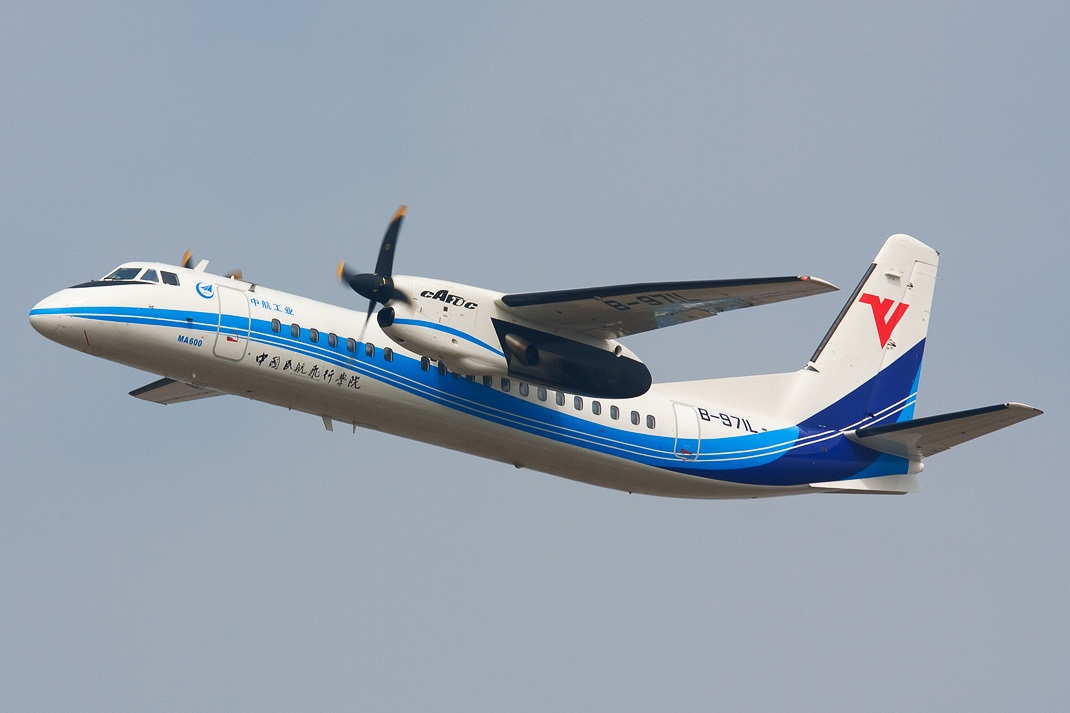
MA600
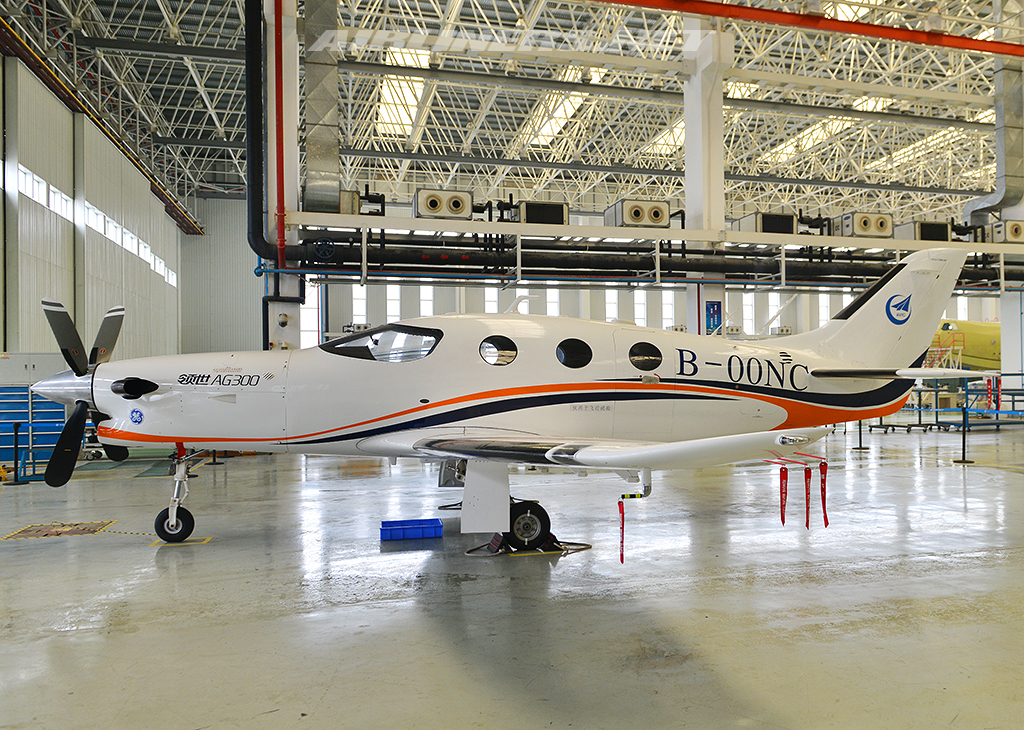
AG300（英语：CAIGA Primus 150）
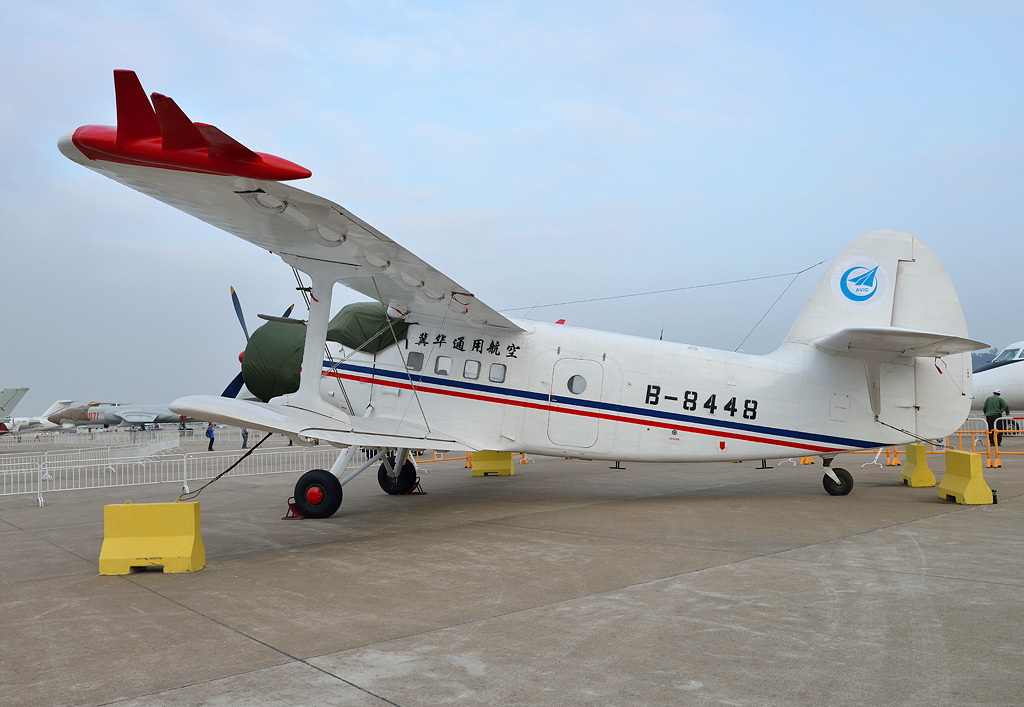
Y-5B
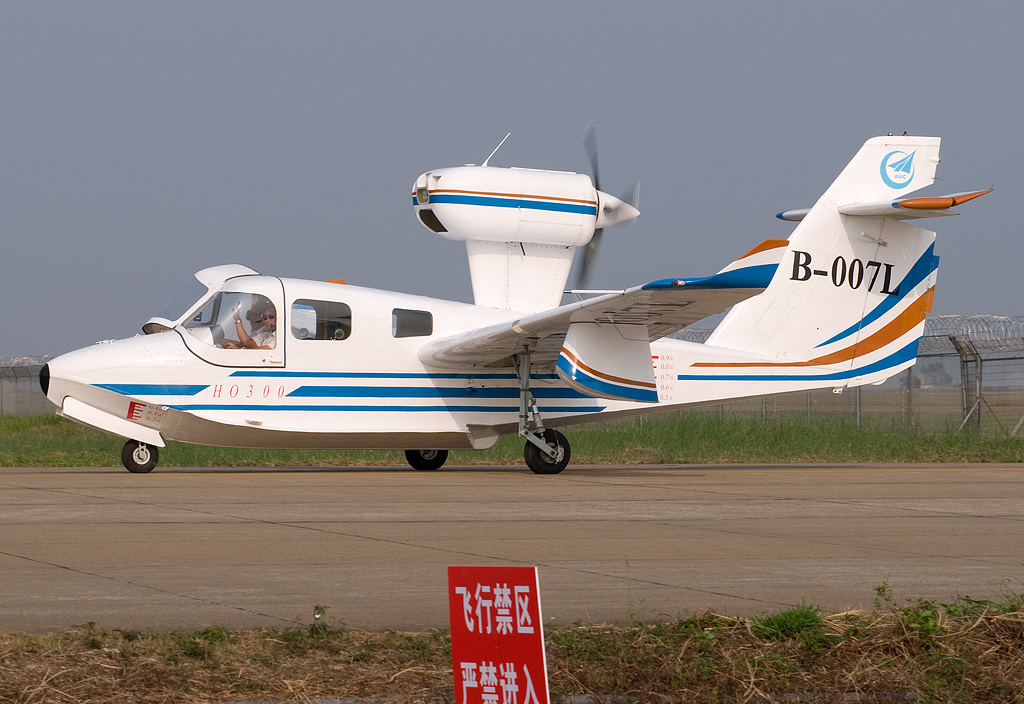
HO300
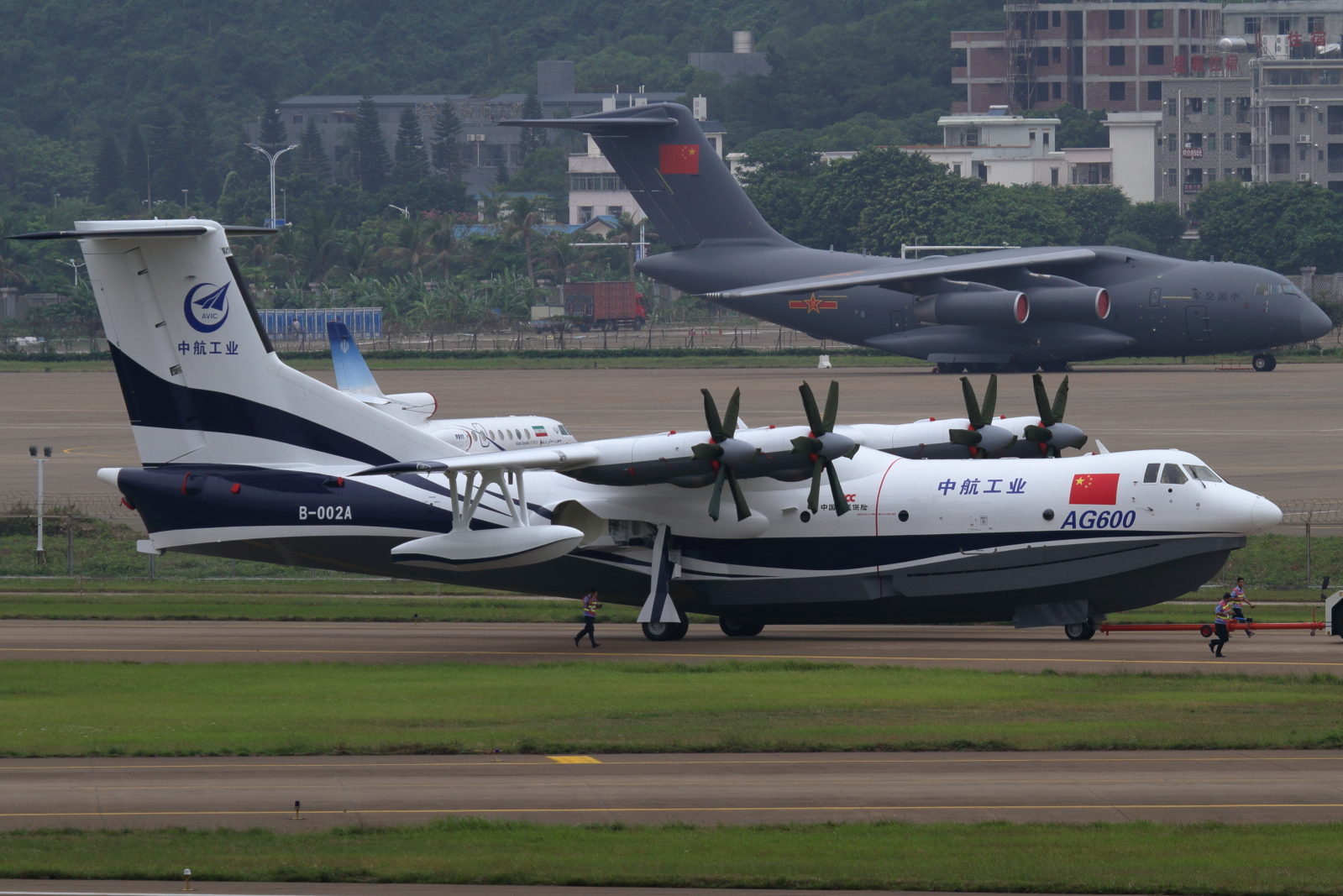
AG600
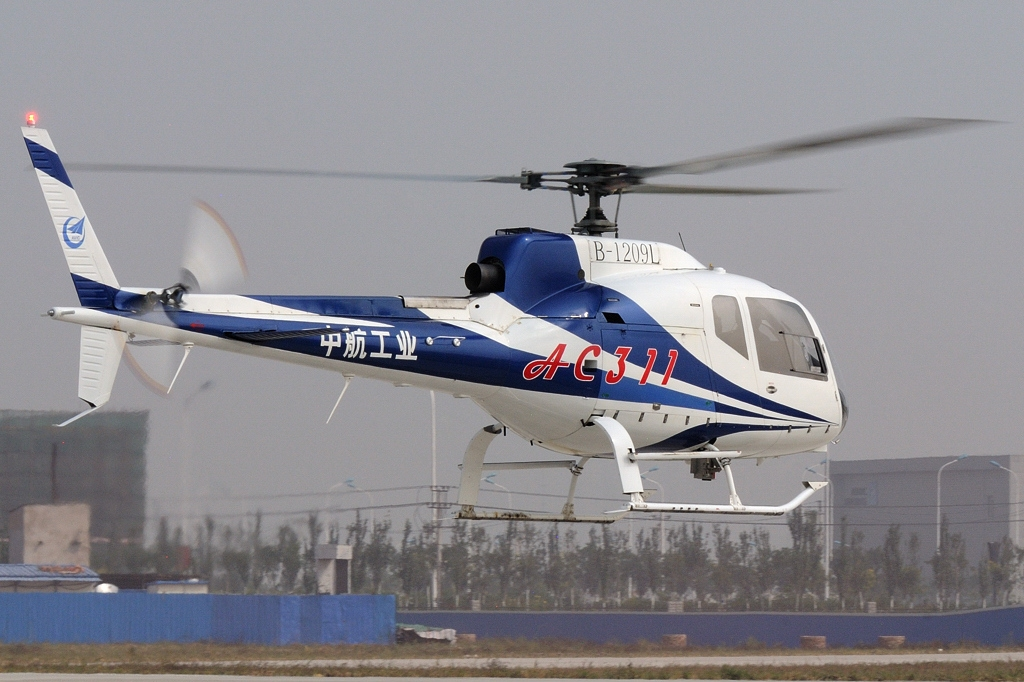
AC311
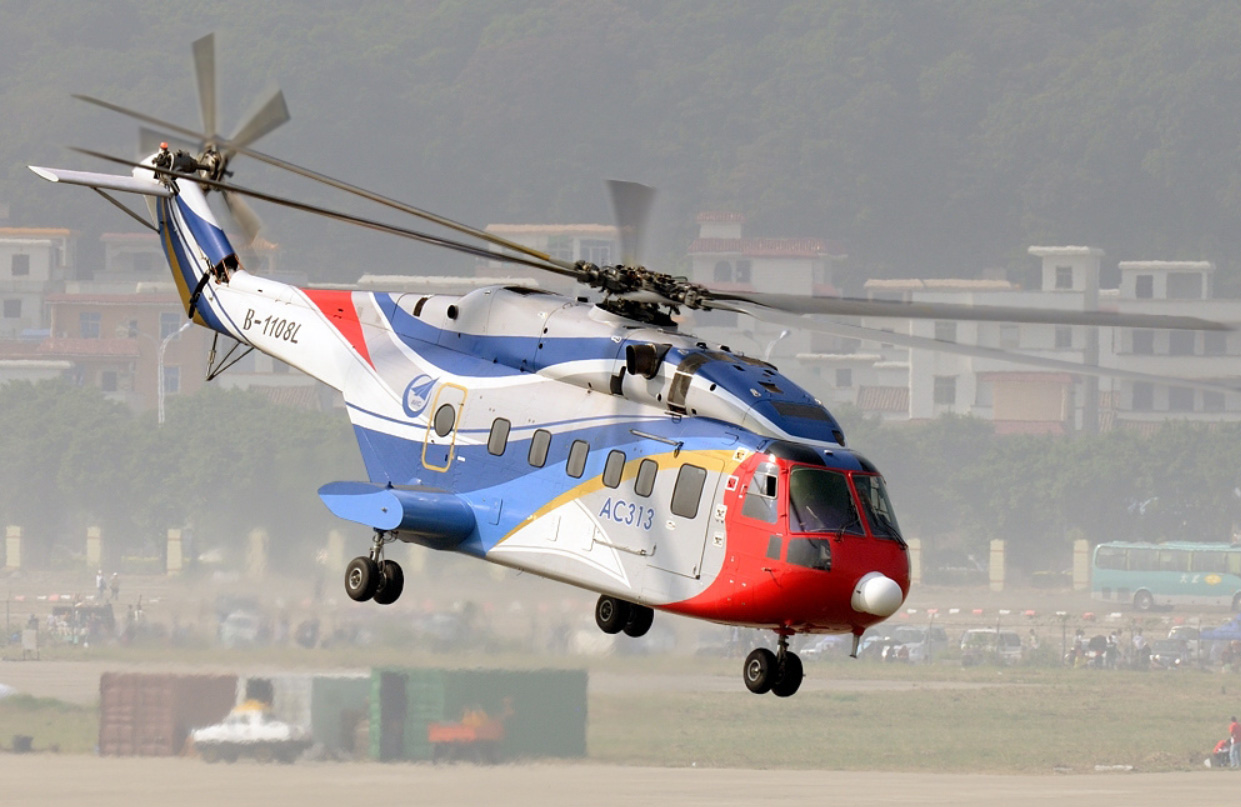
AC313
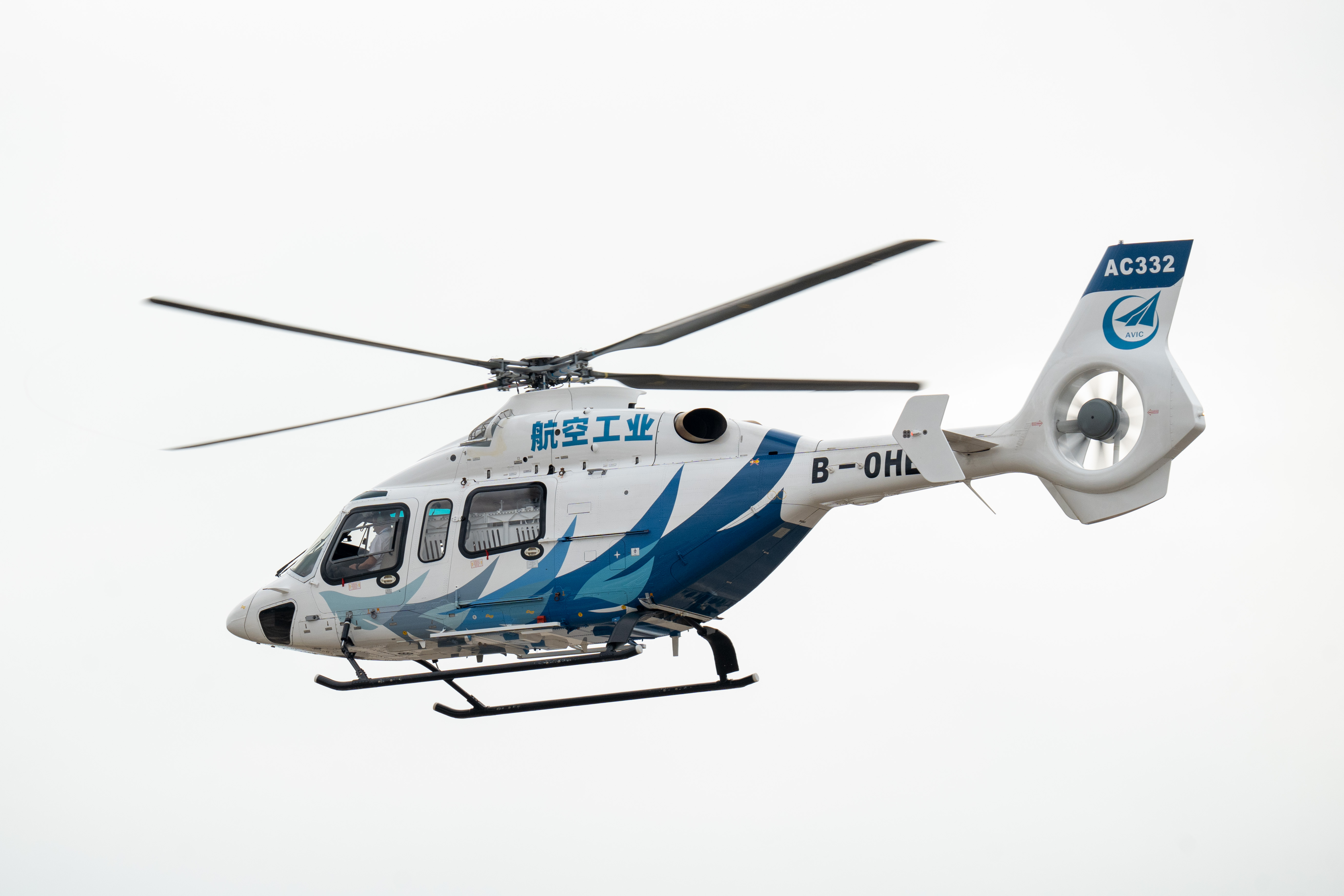
AC332（英语：AC332）